# Dragon Age II
Dragon Age II es un videojuego de rol creado por BioWare, secuela de Dragon Age: Origins, y disponible para Microsoft Windows, Mac OS X, Xbox 360 y PlayStation 3. El juego fue lanzado por Electronic Arts el 8 de marzo de 2011 en Norteamérica, el 10 de marzo en Australia y el 11 de marzo en Europa. Es el segundo juego más importante de la franquicia Dragon Age.
En el mismo mundo mítico introducido en Dragon Age: Origins, el jugador asume el papel de Hawke, un humano (mago, guerrero o pícaro) que llega a la ciudad de Kirkwall como un humilde refugiado, y que finalmente recibirá el título de «Campeón» dentro de una década turbulenta llena de conflictos políticos y sociales.

## Argumento

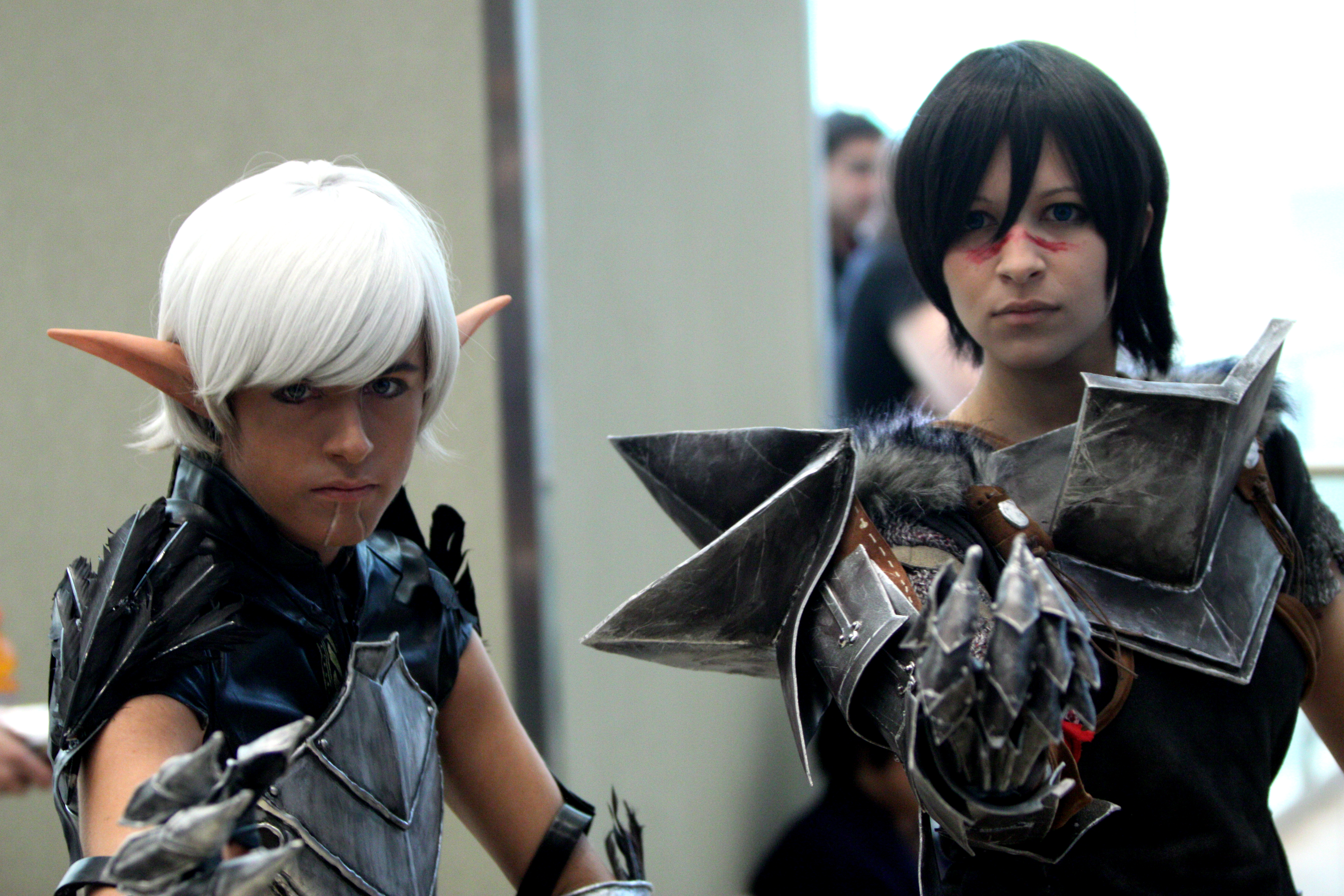
Cosplay del elfo Fenris y la humana Hawke, dos de los protagonistas

Ambientada en el mundo mítico de Thedas, Dragon Age II cuenta la historia de Hawke, un humano que huyó de su nación natal, Ferelden, paralelamente a los hechos desarrollados en Dragon Age: Origins. Tras cruzar el Mar del Despertar, el protagonista llegó a una de las ciudades más importantes de las Marcas Libres: Kirkwall. En el lapso de una década, Hawke fue aumentando su poder e influencias, lo que le convirtió en el legendario "Campeón de Kirkwall" y le llevó a ser una de las figuras más representativas de la ciudad.
Dragon Age II se centra en el ascenso del Hawke al poder y desarrolla la trama con un estilo de narrativa enmarcada: el divertido enano Varric reescribe la leyenda del campeón a petición de Cassandra Pentaghast, una buscadora de la Capilla. Cronológicamente, las andanzas de Hawke ya son historia: la vida del protagonista se desarrolla entre el 9:30 y 9:38, mientras que el interrogatorio de Cassandra tiene lugar en el 9:40. La crisis de los magos y de los templarios se está agravando, y Cassandra cree que Hawke podría desempeñar un papel muy importante en el futuro. No obstante, nadie conoce el paradero actual del campeón.
A lo largo del juego, Hawke podrá disfrutar de los servicios de sus compañeros: Aveline (una soldado de Ferelden que se une a la Guardia de la ciudad de Kirkwall), Varric (un chistoso enano ballestero con dotes para la narración), Fenris (un elfo y antiguo esclavo de un maese de Tevinter), Merrill (una elfa dalishana autoexiliada de su clan), Isabela (una capitán pirata que llegó a Kirkwall tras naufragar) y Anders (un ex-guarda gris). El DLC "El principe exiliado" añade además a Sebastian Vael, el príncipe de Refugio Celeste, que llega a Kirkwall en busca de ayuda para vengar a su familia asesinada.

## Características
La trama de Dragon Age II sigue un estilo de narrativa enmarcada, es decir, una historia que se desarrolla dentro de otra. Existen cuatro posibles romances con los miembros del grupo, y el juego consta de un nuevo sistema de combate y aptitudes.
A diferencia de Dragon Age: Origins, Dragon Age II cuenta con un personaje principal provisto de voz, cuyo tono se define a medida que el jugador participa en las opciones de diálogo.
La raza del personaje principal es fija (únicamente está disponible en humano) y la rueda de diálogo se inspira en la de la saga Mass Effect. Algunas razas, como los elfos, los enanos y los Kossith, han sido rediseñadas.
Antes de comenzar el juego, Dragon Age II ofrece la posibilidad de importar los datos guardados de Dragon Age: Origins (o, en su defecto, elegir entre tres líneas argumentales predeterminadas), que repercutirán levemente en la historia de Dragon Age II, normalmente en forma de misiones secundarias, referencias o cameos de antiguos personajes.

## Desarrollo
En julio de 2010, se confirmó que Dragon Age II había entrado en fase de producción, y Greg Zeschuk de BioWare declaró lo siguiente en una entrevista de Joystiq: "Creo que los aspectos técnicos son el principal punto en el que estamos trabajando. Puedo confirmar que estamos poniendo mucho empeño en el motor de Dragon Age para hacerlo más explosivo y visualmente atractivo."
El 17 de agosto de 2010, se lanzó un tráiler del juego en el que se mostraban algunos de los nuevos personajes y ubicaciones que aparecerían en Dragon Age II.
Dragon Age II utiliza un motor gráfico mejorado y los controles son más sensibles. El sistema de combate es similar al del juego anterior para la versión de PC, pero diferente en las versiones de consola, dada la fuerza del gamepad.
Una característica especial de Dragon Age II es que la trama abarca una década. Las consecuencias de las decisiones que toma el jugador se hacen más evidentes a medida que pasan los años en el ambiente del juego.
El sistema original de diálogo se sustituyó por el sistema de rueda, visto anteriormente en la saga Mass Effect. Como novedad, el sistema de rueda indica claramente qué tono de respuesta utilizará el personaje principal.
Durante la producción juego, Brent Knowles, un veterano diseñador que había trabajado con BioWare durante una década y uno de los cerebros detrás de Dragon Age: Origins, decidió dimitir para finalmente dejar la compañía, declarando: "Yo no soy la misma persona que era cuando empecé, y BioWare tampoco es la misma empresa". Más tarde, aclaró su decisión de abandono: "Nunca pensé que Dragon Age II sería un juego horrible. Era un RPG muy cinematográfico e inclinado a la acción en el que no quería trabajar. Eso es todo". Después de probar la versión demo del juego, alabó lo envolvente y brillante que era, pero mencionó que el sistema de combate carecía de identidad y que no parecía encajar correctamente ni en el género de acción ni en el RPG. En una evaluación general, admitió que era un título fuerte, sobre todo teniendo en cuenta su corto período de producción y que la versión demo resultaba "prometedora", aunque la cantidad de diferencias respecto a Dragon Age: Origins la consideraba excesiva, citando algunos errores de juego y la imposibilidad de elegir una raza que no fuera la humana.
El 11 de febrero de 2011, el juego tenía el oro desaparecido para todas las plataformas y se fijó para el lanzamiento. El 22 de febrero, la demo fue lanzada en todas las plataformas.
BioWare lanzó Dragon Age II el 8 de marzo de 2011 en América del Norte y el 11 de marzo en Europa. Fueron lanzadas dos versiones: la edición normal y la edición de "firma", incluyendo el DLC "El Príncipe exiliado", presentación de prima, un código de descarga para la banda sonora del juego y 4 elementos para el juego. La edición de la firma estaba disponible para pre-orden hasta el 11 de enero de 2011 y fue el precio de la misma que la edición normal.

## Bono y contenido descargable
Los pedidos realizados antes de 11 de enero de 2011 se actualiza automáticamente a la Dragon Age II: edición de BioWare firma, con contenido adicional. Pedidos realizados antes de calificar el 8 de marzo para bonos pre-ventas. En un intento de desalentar la compra usados copias del juego, los compradores de una nueva copia (antes o después de la fecha de lanzamiento) reciban acceso a características adicionales. Pueden obtenerse más bonos en el juego al completar la demostración gratuita de Dragon Age II , a través de Penny Arcade,y suscribirse al boletín. Compra el juego Dead Space 2 antes del 31 de marzo de 2012 también desbloquea un elemento de armadura temáticas de Dead Space. Bioware anunció que 2 en juegos elementos sería desbloqueado para todos los usuarios si el número total de descargas de demostración alcanzó 1 millón en el curso de una semana (que ocurrió), y que un elemento de mayor y más poderoso sería desbloqueado si cada puesto en la cuenta oficial de Facebook entre el 28 de febrero y el 4 de marzo recibió 1 millón de impresiones el día que fue publicado.

### Contenido descargable
- El príncipe exiliado

Cuando un golpe de Estado destrona a la familia real de Refugio Celeste, el único superviviente, el príncipe Sebastian Vael, se erige como próximo heredero. Hawke tendrá el deber de realizar una búsqueda que ayude a Sebastian a vengar el asesinato de sus familiares. De esta forma, será posible controlar a Sebastian en el grupo a partir del segundo acto.
- El emporio negro

Completamente gratis para quienes adquirieron la versión especial del juego (Signature Edition). Este DLC añade una zona comercial en la que el jugador podrá adquirir artículos exclusivos y modificar el aspecto del personaje. También incluye un perro de guerra Mabari que podrá luchar al lado de Hawke si se activa la aptitud sostenida correspondiente.
- El legado

Lanzado el 26 de julio de 2011, y disponible en cualquier punto de la trama de Dragon Age II, "Legacy" permite a Hawke emprender una búsqueda por motivos familiares. Introduce nuevas ubicaciones, como una antigua prisión construida por los guardas grises, una nueva arma especial para cada clase y nuevos enemigos.
- La marca de la asesina

Lanzado el 11 de octubre de 2011, La Marca de la Asesina introduce temporalmente un nuevo miembro al grupo: Tallis, una pícara elfa basada en la actriz Felicia Day, personaje principal de la miniserie Dragon Age: Redemption. En este DLC, Hawke debe ayudar a Tallis a infiltrarse en un castillo orlesiano, fuera de Kirkwall, para supuestamente robar una preciosa reliquia.

## Secuela
Alistair McNall confirmó que el estudio iba adelante con la tercera entrega de la serie, Dragon Age III: Inquisition. De acuerdo con la información dada en el E3, el juego será lanzado en otoño de 2014.

## Recepción
Dragon Age II ha recibido críticas generalmente positivas, con una puntuación de Metacritic de 82/100 (versión PC). Sin embargo, han sido menos positivos que su predecesor, que tiene una puntuación de Metacritic de 91/100.
La revista PC Gamer UK elogia el sistema de combate mejorado, la rueda de diálogo, los árboles de habilidad y la narración como sus puntos fuertes. La Revista oficial de Xbox dio al juego un 9 de 10.
Sin embargo, VideoGamer dijo que el juego no aporta novedades y criticó la simplificación del combate. Game Informer dio a la versión de PC del juego una puntuación de 7,75 y a las versiones de consola un 8,25, criticando el sistema de combate mal diseñado.
Eurogamer dijo que el juego "nunca es tan grande como podría ser" pero también lo califica de "gran epopeya", le da un 8/10. Gamespot dijo que el juego sufría por su "simplificación innecesaria y narración desenfocada", pero le dio un 80 %.
El diseñador Mike Laidlaw, en una entrevista con GameSpot, dijo que mejorarían la 'fusión' entre la experiencia de Origins y Dragon Age II".
Se vendieron un millón de copias de Dragon Age II dentro a dos semanas del lanzamiento, más rápido que Dragon Age: Origins.
En junio de 2011, en una entrevista con GameRant.com Frank Gibeau reconoció la decepción de algunos fanes sobre la dirección de Dragon Age 2.

## Controversias
En marzo de 2011 la página web de defensa del consumidor Reclaim Your Game se quejó de que Dragon Age II tenía el controvertido DRM software SecuROM.
Un empleado de BioWare fue pillado haciéndose pasar por un consumidor en la revisión del sitio Metacritic. El empleado, Chris Hoban, que publicó bajo el nombre de Avanost dio una puntuación de 10/10 al juego.